# 橋頭事件
橋頭事件，為發生於民國68年（1979年）1月22日於中華民國高雄縣橋頭鄉（現在的高雄市橋頭區）的示威遊行活動，為國民政府在台灣實施戒嚴三十年以來第一次的政治示威活動。

## 事件起源
民國67年（1978年）8月，當時的前高雄縣長余登發與其子余瑞言被政府指稱涉及「匪諜吳泰安事件」遭情治單位逮捕，罪名是『知匪不報』、『為匪宣傳』，被求處重刑有期徒刑八年，當時引發社會的不滿與黨外人士的反彈，抗議國民黨政府政治迫害。黨外方面認為，國民黨政府逮捕余登發是為了阻止黨外人士的全國串連活動。國民黨政府逮捕余登發父子的事件激發了黨外勢力的團結。當時知名的反對運動領袖人物如許信良、黃信介、陳菊、陳婉真、胡萬振、何春木、張俊宏、曾心儀等人便前往余登發的故鄉橋頭鄉進行遊行活動，要求釋放余登發父子。
遊行隊伍早上從高雄縣橋頭鄉出發，下午轉到鳳山，發傳單、貼標語，然後彙集到高雄火車站前的廣場。遊行總策劃人為施明德。這次行動吸引了各地的黨外政治青年，匯成一股有組織力的洪流，它對國民黨的對抗是正面、直接的，已隱然有了政黨的雛形。事後，國民黨將參與聲援遊行隊伍的桃園縣長許信良，以監察院所提「彈劾案」為名，移送司法院公務員懲戒委員會，公務員懲戒委員會引用公務員服務法第1條規定「公務員應遵守誓言，忠心努力，依法律命令所定，執行其職務」，以許信良「違背其誓言，又不盡忠職守，其違背公務員服務法第一條及宣示條例，亦甚明顯」，處休職二年。公務員服務法第1條是訓政時期特別權力關係產物。2014年5月27日，監察院再度援引公務員服務法第1條規定彈劾謝清志。1979年，公務員懲戒委員會至2015年判決仍稱公務員服務法第1條為「自有特別權力關係以來，公務員服務法之帝王條款」，以此懲戒前台南市長賴清德。
此舉再度激怒了「美麗島」社團。他們決定採取一致的譴責與對抗行動，簽署了「黨外人士為許信良休職案告海外同胞書」，終於導致了美麗島事件的爆發。
余登發父子後被釋放；而時任桃園縣長的許信良由於參與橋頭示威遊行活動，被中華民國台灣省政府停職。